# Georg Schulte (Politiker)
Georg Schulte (* 29. März 1903 in Hersfeld; † 1. Februar 1976 in Saarbrücken) war ein deutscher sozialdemokratischer Politiker im Saarland.

## Leben
Georg Schulte war ein Sohn des Werkmeisters Eduard Schulte und der Maria Langmark. 
Schulte arbeitete während der Weimarer Republik für verschiedene sozialdemokratische Zeitungen. Zuletzt war er bei der „Volksstimme“ in Saarbrücken beschäftigt. Nach dem Anschluss des Saargebiets emigrierte er nach 1935 nach Frankreich. Dort wurde er nach der deutschen Besetzung 1942 durch die Gestapo verhaftet. Gegen ihn wurde ein Verfahren wegen Landesverrat eingeleitet, welches jedoch eingestellt wurde. Nach seiner Entlassung blieb er bis zum Ende der nationalsozialistischen Herrschaft unter Polizeikontrolle. Nach dem Krieg war er maßgeblich an der Gründung der SPS im Saarland beteiligt und war von 1945 bis 1946 bis zum offiziellen Gründungsparteitag deren Vorsitzender. Als Direktor des Inneren gehörte er 1946/47 der Verwaltungskommission des Saarlandes an. Zwischen 1947 und 1952 war er Landtagsabgeordneter des Saarlandes.